# Мандир
Манди́р, манді́р або Індуї́стський храм (санскр. मंदिर «помешкання, житло») — місце поклоніння для послідовників індуїзму. Зазвичай використовується специфічно для духовної та релігійної діяльності.
Індуїстський храм може бути окремою будівлею або частиною якоїсь будівлі. Основною відмінною рисою індуїстського храму є присутність мурті, якому або яким і присвячений храм. Під час обряду освячення храму, Бога в одній з Його форм або Дева запрошують «втілитися» в кам'яне, металеве або дерев'яне мурті, щоб розпочати поклоніння. Храм зазвичай присвячується мурті однієї з форм Бога або одному з Девів. Це мурті виступає як головне божество, поряд з яким встановлюються «другорядні», мурті інших форм Бога або девів. Однак, також існує багато храмів, у яких відразу кілька мурті грають роль головних божеств.

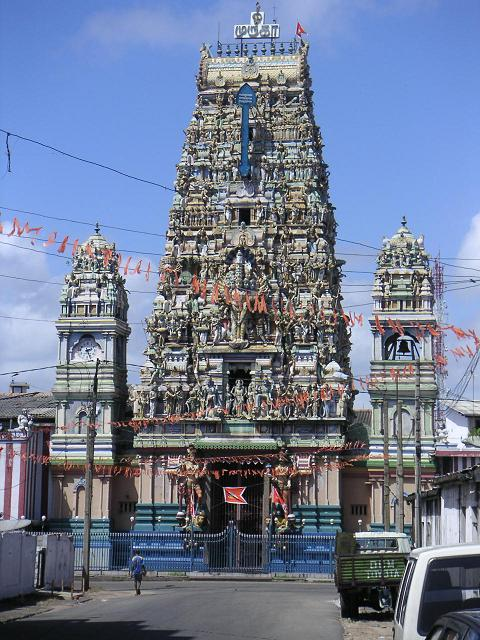
Індуїстський храм у Коломбо на Цейлоні.

Індуїстські храми відомі під різними назвами в різних частинах світу, залежно від мови, на якій говорить місцеве населення. Слово «мандір» або «мандіра» використовується в багатьох мовах, включаючи хінді, і походить від санскритського слова мандіра, що в перекладі означає «будинок» (йдеться про будинок Бога). Тамільською мовою храми називаються ковіл (там. கோயில்), а також, особливо в сучасній мові, алаям (там. ஆலயம்). Етимологію даного слова: до (там. கோ) означає Господь, та іл (там. இல்) будинок, місце проживання (крім значення «дім Божий», цей термін може також означати «царський дім», оскільки й ко (там. கோ) рівним чином може означати «цар» або «Бог»). Мовою каннада храми називають деваштгана або гуді, телугу гуді, девалаям або ковела, бенґалі мондір, малаялам кшетрам або амбалам.
В Індії та багатьох інших країнах, управлінням кожного храму займається рада храму, яка завідує всіма фінансовими та управлінськими питаннями, а також організацією різних заходів та фестивалів. Рада звичайно складається з декількох членів і очолюється головою.
В багатьох селах в Індії, існує звичай доручати управління храмом найшанованішій місцевій родині.
Багато храмів в Індії мають археологічне або історичне значення і знаходяться під керуванням Археологічного управління Індії.
Найдавніші храми в Індії будувалися з цегли і дерева. Пізніше основним будівельним матеріалом став камінь. Храми ознаменували перехід від ведичної релігії, в якій головну роль відігравали вогненні жертвопринесення «яґ'ї», до релігії бгакті — любові та відданості особистісному Богові в одній з Його численних форм або іпостасей. Будівництво храмів і способи поклоніння описуються в древніх текстах на санскриті, які називаються Агами. Існують значні відмінності в архітектурі, звичаях, ритуалах і традиціях в храмах різних регіонів Індії. Особливо велика різниця є між Північною та Південною Індією. Тисячі древніх храмів були зруйновані під час ісламського панування. Особливо сильно постраждала Північна Індія, яка перебувала під владою мусульман в період з 1200 по 1700. Тільки в Південній Індії деякі з найважливіших стародавніх храмів доісламських часів збереглися до нашого часу.
Мандір Нью Навадвіпа Київського храму Міжнародного товариства свідомості Крішни (МТСК) розташований на пров. Зоряний, 16, Подільського району.